# یواس‌اس منهتن
یواس‌اس منهتن ممکن است به یکی از موارد زیر اشاره داشته باشد:
- یواس‌اس منهتن (وای‌تی‌بی-۷۷۹)
- یواس‌اس منهتن (۱۸۶۳)